# Eutimia
L'eutimia (dal greco euthymia [εὐθυμία], composto di eu- = buono e thymos = animo) è uno stato d'animo di serenità o neutralità; a differenza dell'atarassia o dell'apatia, essa non consiste però in un distacco o in una negazione delle passioni, ma in una sorta di tranquilla soddisfazione, di appagamento interiore tipico di chi si mantiene lontano sia dai timori che dalle superstizioni.
Fu anche il titolo di una delle opere di Democrito. 
In latino, Seneca tradusse il termine con la parola tranquillitas animi.

## In psicologia
Il termine eutimia trova una sua applicazione odierna in ambito psicologico, per indicare uno stato d'animo tipico della persona non depressa, la quale sperimenta un umore sereno o neutrale. Si differenzia così dall'euforia, dove la felicità è in eccesso, e dalla distimia, che coincide con l'umore depressivo.